# Ystad–Skivarps Järnväg
Ystad-Skivarps Järnväg (förkortat YSJ, gammal stavning Ystad-Skifarps järnväg) var en normalspårig 11,5 kilometer lång järnväg mellan Skivarp vid Trelleborg-Rydsgårds Järnväg och Charlottenlund vid Malmö-Ystads Järnväg som fortsatte mot Ystad.

## Historia
Sedan Trelleborg-Rydsgårds Järnväg var färdig sökte bolaget en koncession för en bibana från Skivarp till Charlottenlund som beviljades den 21 september 1895 men bygget påbörjades aldrig utan koncessionen gick ut i början av 1898. Därefter sökte bolaget på nytt koncession för samma sträcka och den godkändes 1898. Ystad-Skivarps Järnvägsaktiebolag bildades i april 1899 och bolaget tog över koncessionen. Arbetet med banan påbörjades samma år. Banan besiktigades och fick tillstånd att öppna för trafik den 31 juli 1901.
Banan var främst avsedd för transport av sockerbetor till Skivarps sockerbruk. Ekonomin var dålig: som exempel uppgick driftkostnaden 1910 till över 200 % av trafikinkomsterna.

### Fordon
De enda fordonen som bolaget ägde var 27 godsvagnar. Lok, personvagnar och personal tillhandahölls av Ystad-Eslövs Järnväg enligt avtal från trafikstarten till 1904. Ett nytt avtal slöts med Malmö-Ystads Järnväg som hanterade trafiken från 1904 till nedläggningen.

### Nedläggning
Banan gick dock med så stora förluster att den fick stänga redan den 15 februari 1919, varefter banan revs upp omgående. Ystad-Skivarps Järnväg är således en av de svenska järnvägar som haft kortast livslängd.

## Nutid
Samtliga stationer och banvaktsstugor finns kvar  och det finns sparsamma rester av banvallen på några ställen.

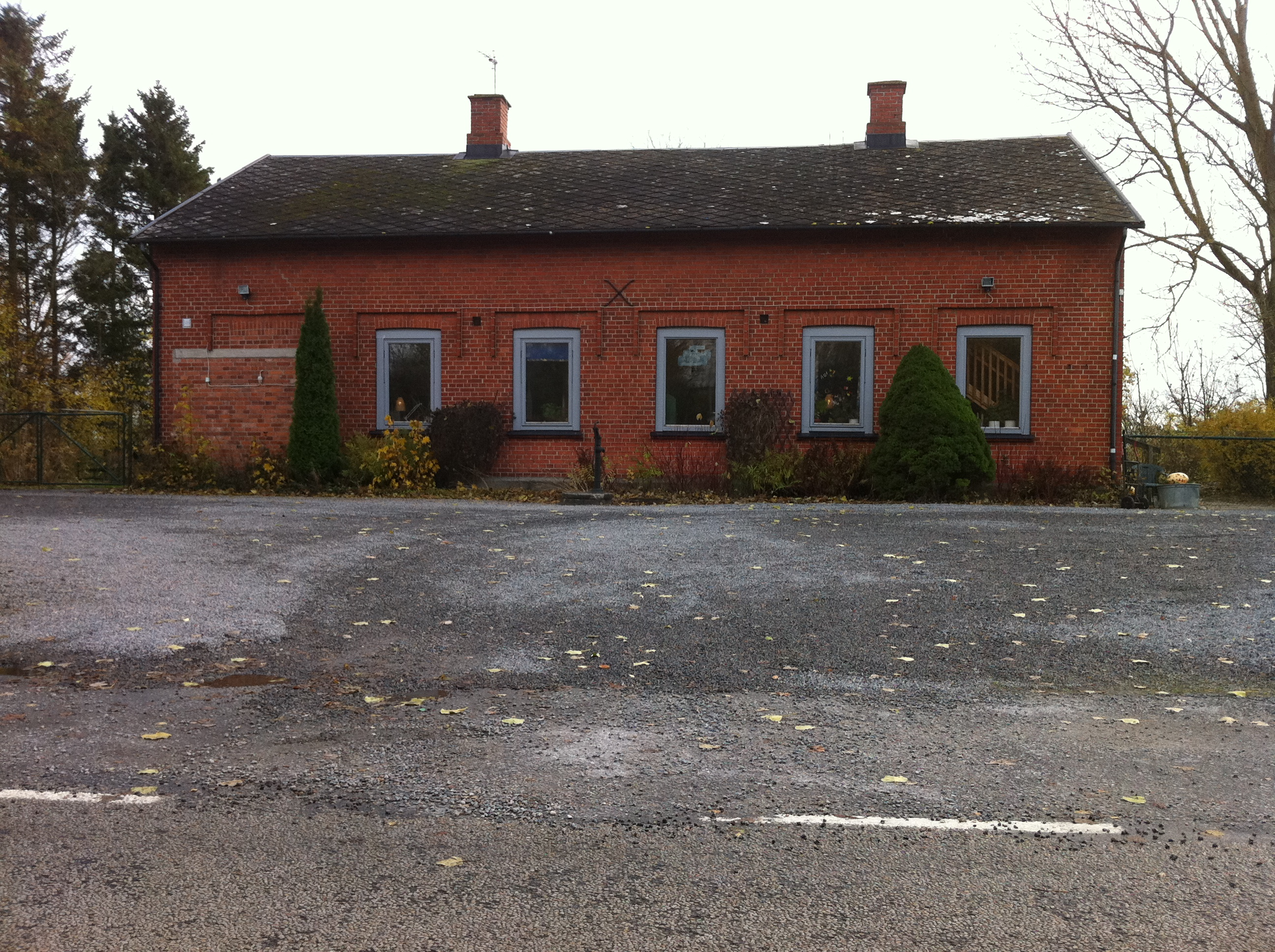
Snårestad station
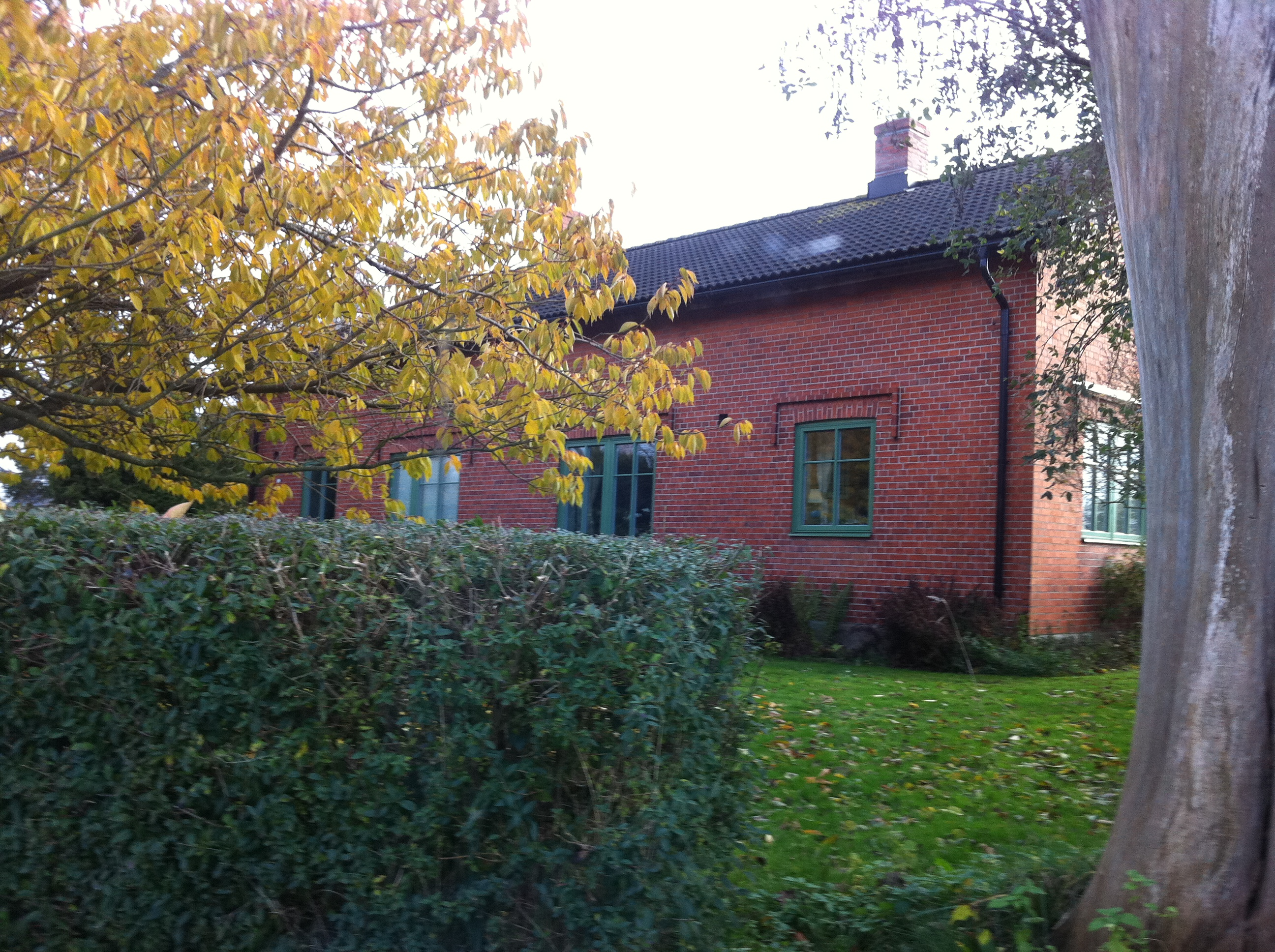
Sjörup station
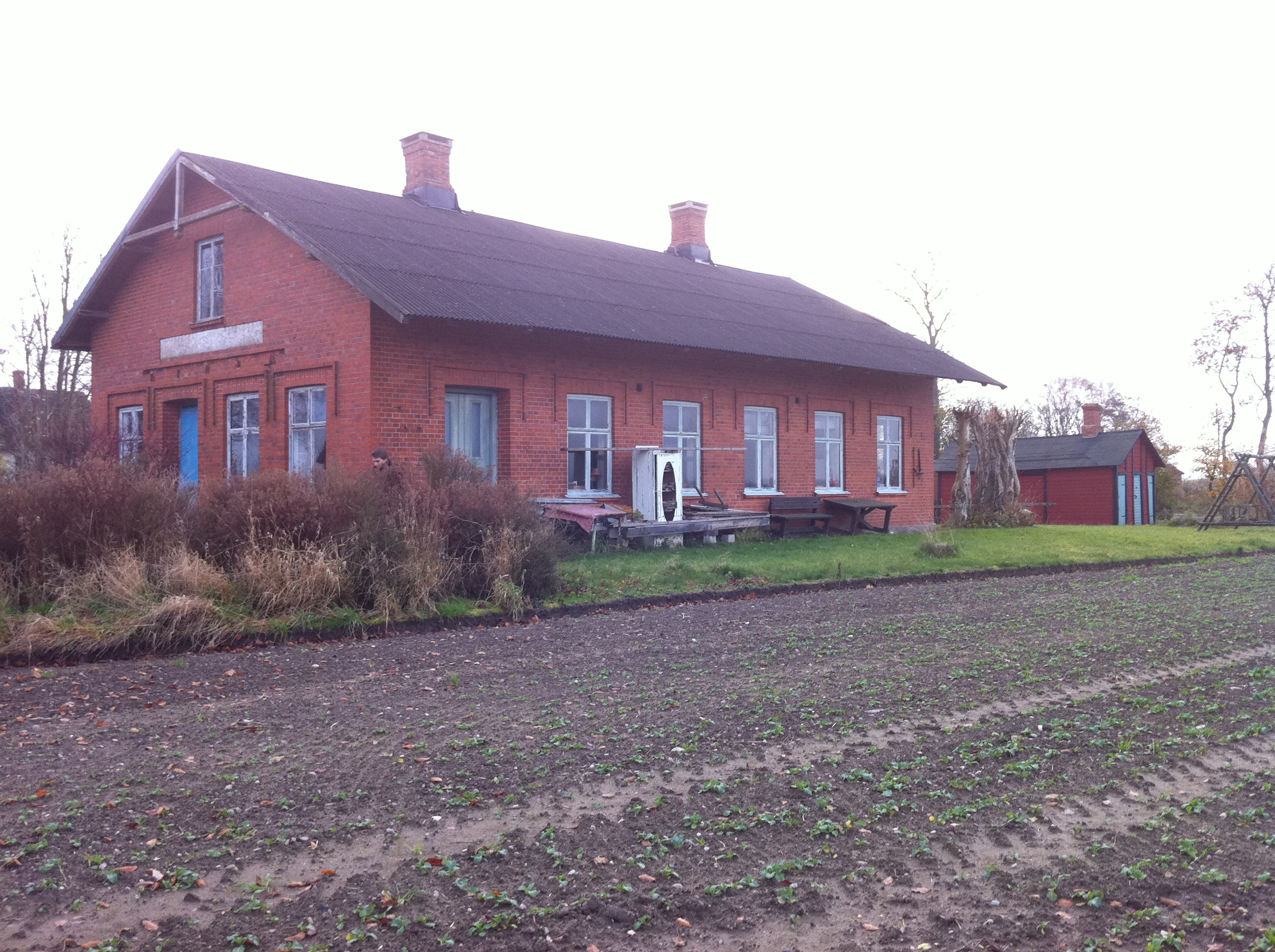
Västra Nöbbelöv station

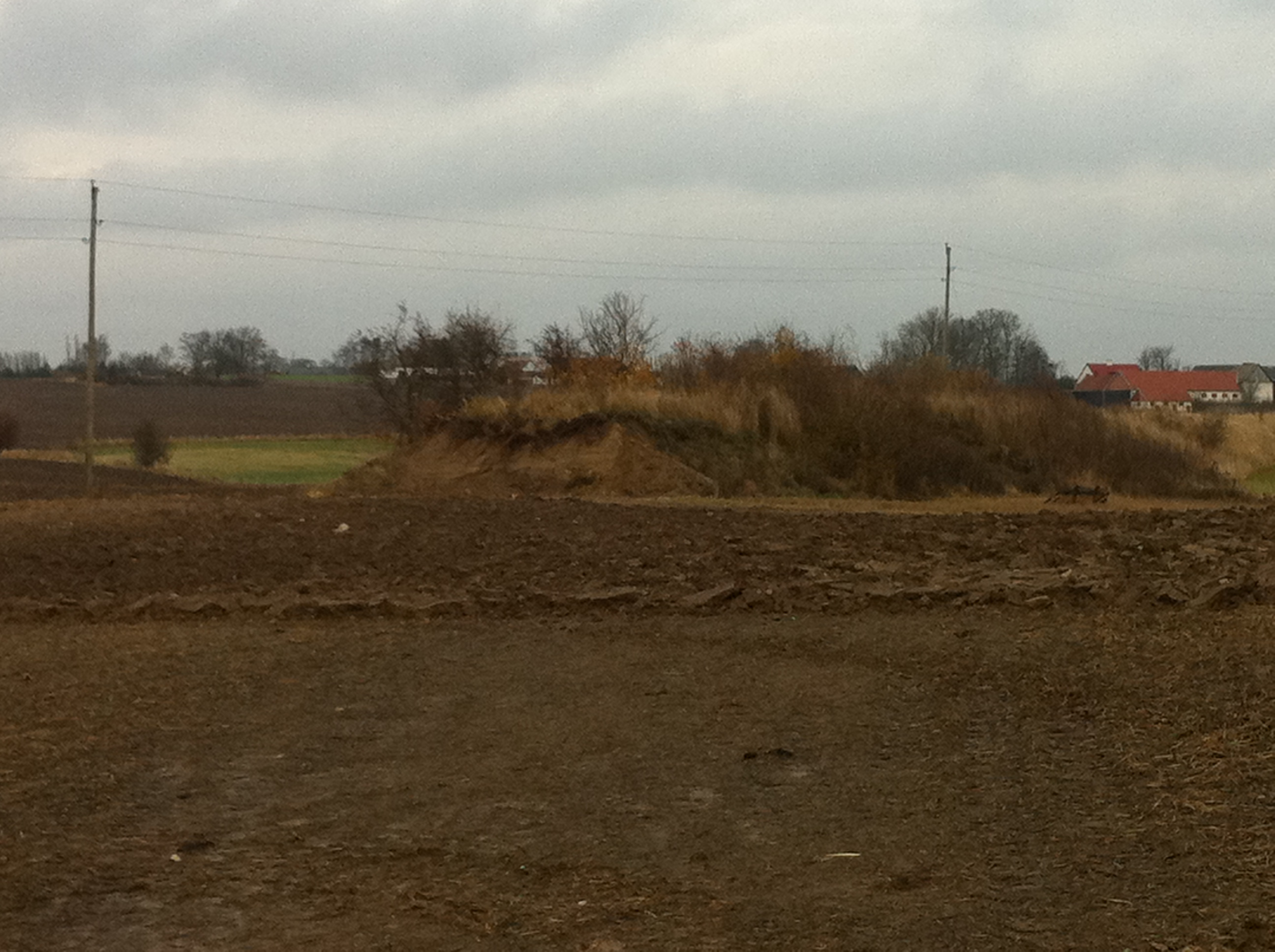
Banvallsrest väster om Västra Nöbbelöv.
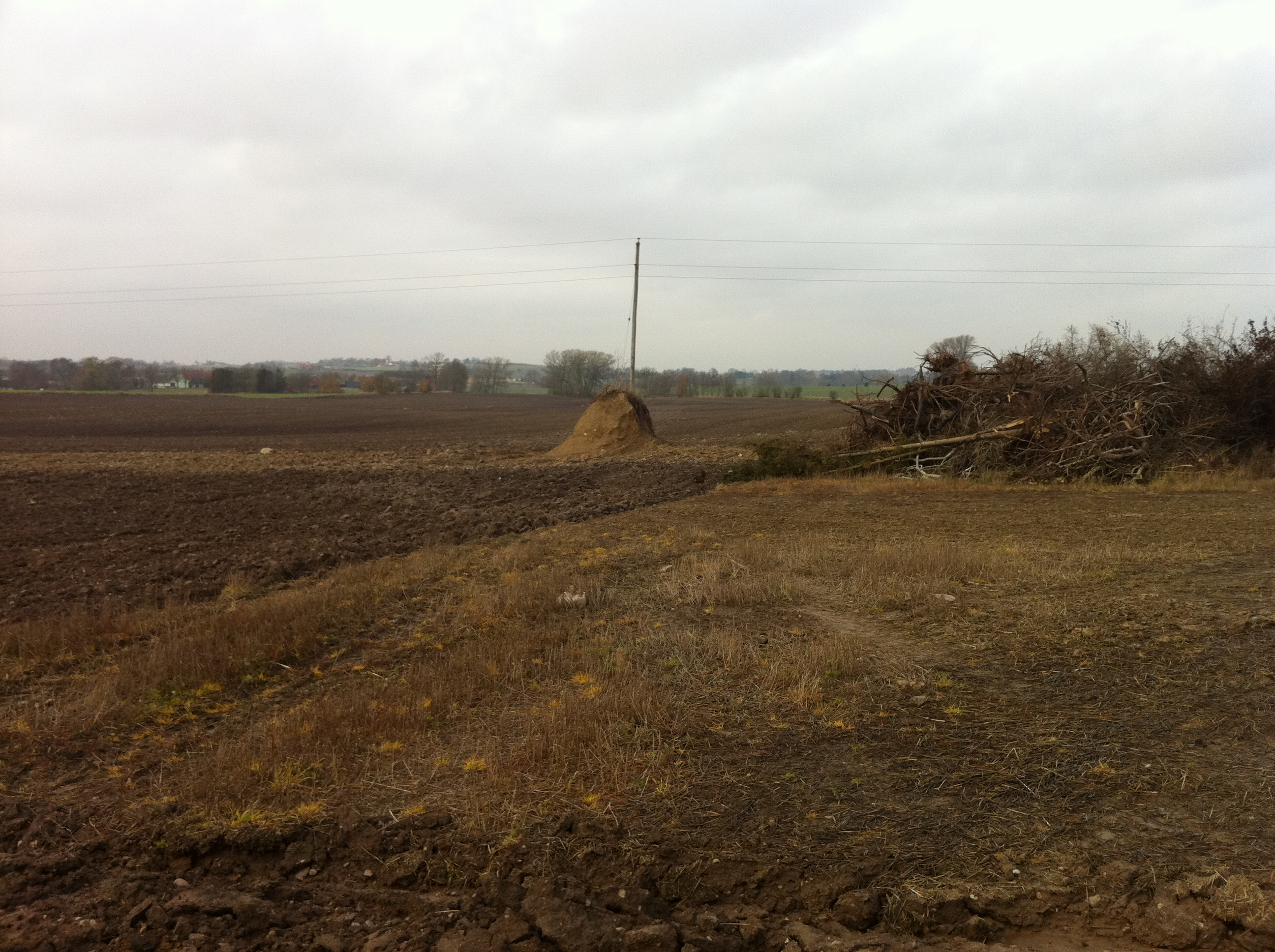
Mindre banvallsrest som syns vid stolpen.